# Geografía de las Islas Vírgenes Británicas

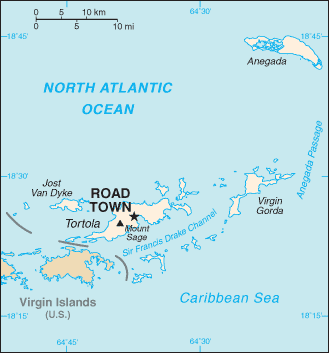
Mapa de las Islas Vírgenes Británicas

Las Islas Vírgenes Británicas son un conjunto de más de setenta islas e islotes que pertenecen al Territorio Británico de Ultramar. Están localizadas en el mar Caribe, al este de Puerto Rico, al norte de las islas Vírgenes de los Estados Unidos. Las islas principales son: Tórtola, Virgen Gorda, Anegada y Jost Van Dyke.

## Geografía física
Geográficamente, las Islas Vírgenes Británicas forman parte de las islas Vírgenes Americanas, pero se diferencian porque las islas británicas están mucho más menos desarrolladas.

### Tórtola
En ella, se encuentra la capital Road Town. También, en esta isla se encuentra la reserva natural del Pico de Sage de 550 m de altura, el punto más alto de la isla. Tórtola posee playas magníficas, cómo en la bahía de las Manzanas y la bahía de Belmint. Desde Road Town, los turistas pueden coger un barco para ir a "Dead Chest", para contemplar sus preciosos arrecifes coralinos, o para ir a Norman, según los isleños descrita por Robert Luis Stevenson en La isla del tesoro.

### Virgen Gorda
Virgen Gorda és la segunda isla en extensión. La parte sud de la isla posee playas de fina arena cubierta de palmas, sin embargo la costa norte posee acantilados por las fuertes olas del Atlántico.
Virgen Gorda también tiene hermosas cuevas naturales y, en la punta de la Mina de Cobre, los visitantes pueden contemplar minas donde los españoles extraían cobre, oro y plata.

### Anegada
Anegada es una isla coralina y caliza llana, rodeada por espléndidas zonas para la práctica de submarinismo. En el mundo submarino del arrecife de Herradura, los submarinistas pueden encontrar especímenes marinas y más de trescientos barcos hundidos.

### Jost Van Dyke
Jost Van Dyke y numerosas islas menores están abriendo sus puertas al turismo. Algunas personas las consideran oasis de paz, mientras para otros son fuentes de enorme riqueza en potencia .

### Hitos geográficos
- Punto más septentrional: Punto no identificado, norte de Anegada.
- Punto más meridional: Punto no identificado, sud de Norman.
- Punto más al este: Punta Este, Anegada.
- Punto más al oeste: Punto no identificado, Pequeño Tobago islote  al oeste de Jost Van Dyke.

## Geografía humana
En las islas Vírgenes Británicas solo 16 islas están habitadas, y un 80% de la población vive en Tórtola.
El 90% de la población es afroamericana, mientras el 10% restante es de origen europeo o asiático. Algunas personas trabajan en la pesca o la agricultura, cuyos principales cultivos son productos tropicales como la banana y la caña de azúcar. La industria manufactera es muy escasa en las islas.

## Clima

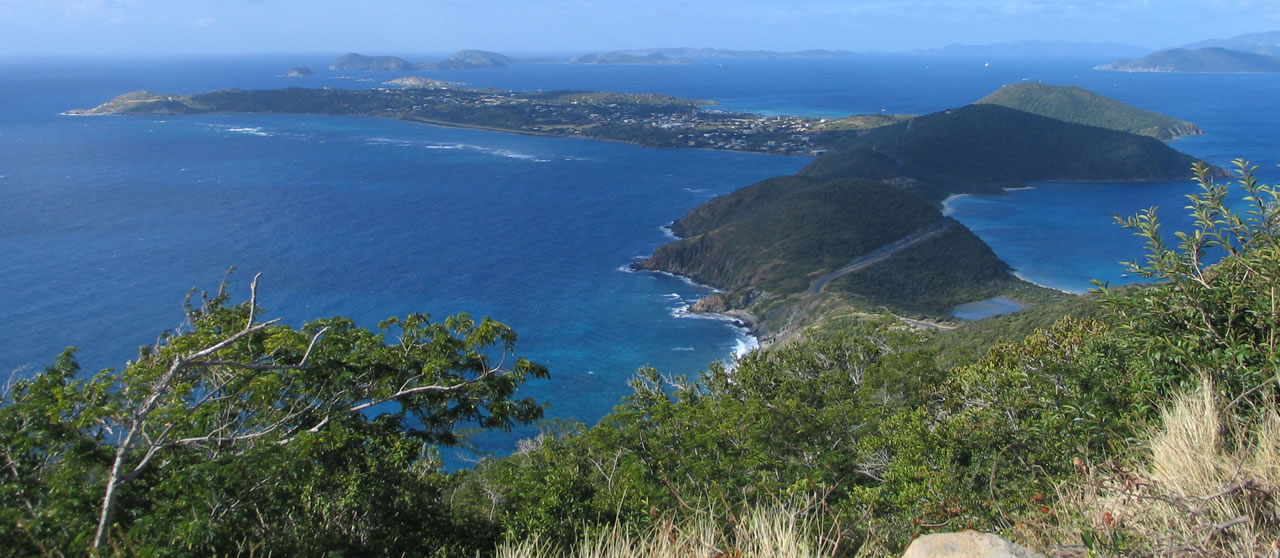
La isla de Virgen Gorda es una isla de las Islas Vírgenes Británicas con hermosas playas de granito principalmente, la temperatura es desde 26 °C hasta 29 °C

El clima es tropical y agradable, las temperaturas varían poco a lo largo del año. En  la capital, Road Town, la temperatura máxima diaria oscila alrededor de 32 °C en verano y 29 °C en invierno. La temperatura mínima diaria oscila alrededor de 24 °C en verano y 21 °C en invierno. Caen 1150mm de precipitación por año. Las precipitaciones pueden ser muy variables, los meses más lluviosos son de septiembre a noviembre. En cambio, los más secos son de febrero a marzo. De vez en cuando algún huracán golpea las islas, la temporada de huracanes es de junio a noviembre.